# Derrame del molino de uranio de Church Rock
El Derrame del Molino de Uranio de Church Rock ocurrió en Nuevo México, Estados Unidos, en 1979 cuando la piscina de desechos de relaves del molino de uranio de la United Nuclear Corporation en Church Rock rompió su dique. Sobre 1.000 toneladas de  desechos radiactivos del molino y millones de litros de aguas residuales de la mina se escaparon hacia el Río Puerco, y estos contaminantes viajaron 80 millas (129 km) corriente abajo hasta el  Condado de Navajo, Arizona. Los residentes locales usaban el agua del río para irrigación y para el ganado y no se dieron cuenta inmediatamente del peligro causado por esta contaminación.

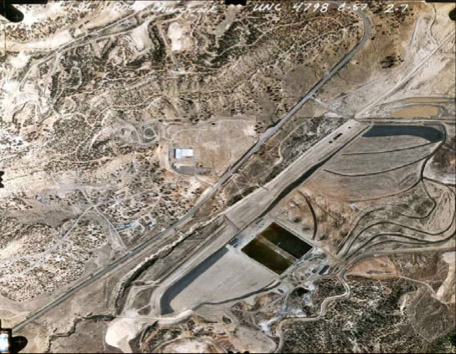
El sitio de la 'United Nuclear Corporation' cerca de Church Rock en el Condado de McKinley, Nuevo México.

En términos de la cantidad de radiación liberada, el accidente fue comparable en magnitud al accidente de Three Mile Island ocurrido ese mismo año. Ha sido caracterizado como el  accidente radiactivo más grande en la historia de Estados Unidos, pero el gobernador rechazó la solicitud de la  Nación Navajo de que el sitio fuera declarado un área de desastre federal. El evento recibió menos atención de la prensa de lo que lo pasó con Three Mile Island, probablemente debido a que ocurrió en un área rural ligeramente poblada; algunos investigadores han sugerido que hubo aspectos de clase y raciales involucrados, dado que el evento afectó principalmente a  nativos americanos pobres. 
En 2003 el capítulo de Churchrock de la 'Nación Navajo' inició el proyecto de monitoreo de uranio de Church Rock para evaluar los impactos ambientales de las minas de uranio abandonadas; este encontró significativa  radiación tanto de fuentes naturales como de actividades mineras en el área.

## El derrame
El 16 de julio de 1979, la piscina de desechos de relaves del molino de uranio de Church Rock perteneciente a la United Nuclear Corporation rompió su dique, y 1.100 toneladas de desechos radiactivos del molino y aproximadamente 350.000 m³ de aguas residuales de la mina se derramaron en el Puerco River. El agua contaminada del derrame de Church Rock viajó 80 millas (129 km) río abajo, a través de  Gallup, New Mexico y llegó tan lejos como el Condado Navajo, Arizona. La inundación hizo retroceder las alcantarillas, afectó a los acuíferos cercanos y dejó pozas de agua estancada contaminadas a los costados del río.
El  Cuerpo de Ingenieros del Ejército concluyó en su informe al gobernador Roth de Nuevo México, que la causa principal de la falla fue un asentamiento diferencial de los cimientos bajo la pared del dique, con la resultante formación de grietas por las cuales fluido ácidos de los relaves penetraron el terraplén. Desviaciones desde los diseños aprobados para la construcción de la muralla del dique, más variaciones críticas de la operación aprobada de las  piscinas de relaves, contribuyeron a la falla de la muralla del dique.
Se observaron grietas en la muralla del dique por primera vez en diciembre de 1977, estas fueron selladas con bentonita en febrero de 1978. Grietas adicionales se observaron en octubre de 1978. Ni el propietario de las instalaciones, ni el ingeniero inspector del estado fueron notificados formalmente de estos episodio de agrietamiento previo a la falla del dique.

## Fuga de radiación
En términos de cantidad de radiación liberada, el accidente fue el más grande en magnitud que el accidente de Three Mile Island de ese mismo año. Se informó como el  accidente radiactivo más grande en la historia de Estados Unidos. Poco después de la fuga, los niveles de radiación aguas abajo del dique eran 7.000 veces más alto que los niveles permitidos en el agua potable.  En total, 46  curies de elementos transuránicos y  metales pesados fueron botados La Nación Navajo le pidió al gobernador que solicitara asistencia para desastres al gobierno de Estados Unidos y que declara el sitio como área de desastre, pero el gobernador rehusó. Esto limitó la ayuda para superar el desastre entregado a la Nación Navajo.
Aunque en el momento del accidente se tomaron pasos para notificar a la población de acuerdo a un plan de contingencia del estado, los residentes locales no se dieron cuenta inmediatamente del peligro de toxicidad. Ellos estaban acostumbrados a usar las riberas del río para recreación y recolección de hierbas naturales, y los niños a menudo vadeaban el río. Los residentes que habían cruzado el río vadeándolo tuvieron que ir al hospital quejándose de pies quemados, allí fueron diagnosticados con insolación. Se encontró ganado agonizante. Previo al accidente, los residentes locales usaban el agua del río para irrigación y el ganado. En 1981, los gobiernos estatal y federal finalizaron el abastecimiento con camiones aljibes. Los granjeros no tuvieron otra opción que volver a usar el agua del río.
Estudios desde la década de 1950 han mostrado que algunos tipos de cáncer tienen en los navajos una tasa significativamente más alta que para el promedio nacional, esto se ha asociado generalmente a la contaminación de las minas de uranio y la exposición de los trabajadores. No existen estudios epidemiológicos realizados en Church Rock.
En su artículo publicado en American Journal of Public Health en 2007, Doug Brugge, Jamie L. deLemos y Cat Bui propusieron que la carencia de estudios revisados por pares acerca de los efectos del accidente en la salud, cuando se compara con eventos bien estudiados como el accidente de Three Mile Island, puede estar relacionada con factores tales como el haber ocurrido en una etapa inicial del ciclo nuclear (minería, molienda y procesado) que es dependiente de una gran fuerza laboral, y que sucedió en comunidades de bajos ingresos, rurales y de nativos americanos,  más que en las cercanas áreas altamente pobladas.

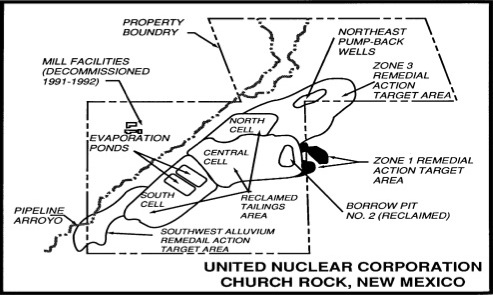
Mapa del año 2003 de la EPA que muestra los esfuerzos de reparación en el sitio de la United Nuclear Corporation. El derrame de 1979 resultó de una brecha en la Célula Sur del dique.

## Limpieza
La limpieza fue llevada a cabo de acuerdo a los criterios estatales y federales. Fueron recuperados aproximadamente 560 3 de materiales de desechos (estimados en sólo el 1% del total). Pero, de acuerdo a Paul Robinson, muy poco del derrame líquido fue sacado por medio de bombas desde el abastecimiento de agua. La Nación Navajo apeló al gobernador para que solicitase al presidente que declarara el sitio un área de desastre federal, pero este rehusó, lo que redujo la ayuda disponible a las personas de la  reservación. El sitio del molino de uranio se clausuró en 1982, en un evento relacionado con la declinación del mercado del uranio.
En 1983 el sitio fue ingresado en la Lista Nacional de Prioridades del Superfondo de la  Agencia de Protección Ambiental para investigaciones y esfuerzos de limpieza, ya que se reconoció que radioisótopos y elementos químicos estaban contaminando el agua subterránea local. En 1994, la EPA extendió sus esfuerzos con un estudio de todas las minas de uranio conocidas en el territorio de la  Nación Navajo.
En 2003, el capítulo de Churchrock de la Nación Navajo inició el Proyecto de Monitoreo de Uranio de Church Rock para el evaluar el impacto ambiental de las minas de uranio  abandonadas, y desarrollar las capacidades para realizar investigaciones con implicaciones políticas basadas en la comunidad. Su informe de mayo de 2007 encontró significativa radiación residual en el área, tanto de fuentes naturales como provenientes de la actividad minera.
En 2008, el Congreso de Estados Unidos autorizó un plan de cinco años para la limpieza de los sitios contaminados con uranio al interior de la reservación navajo. El sitio de la organización sin fines de lucro de Groundswell Educational Films está almacenando Webivideos en línea del esfuerzo de limpieza.